# L (Ayumi Hamasaki)
L è il cinquantesimo singolo (cinquantunesima complessivo) della cantante giapponese Ayumi Hamasaki, pubblicato il 29 settembre 2010. È l'ultima pubblicazione della Hamasaki del progetto in tre parti realizzato per celebrare i suoi cinquanta singoli. Il titolo L è infatti il numero romano che sta ad indicare il numero 50. Tutti i brani presenti nel singolo sono stati registrati a Los Angeles.
Il singolo ha raggiunto la prima posizione della classifica Oricon dei singoli più venduti in Giappone, segnando la sua trentottesima numero uno e la venticinquesima consecutiva dal 2002. L ha venduto più di centomila copie secondo i rilevamenti della RIAJ, ed il brano Virgin Road è stato certificato disco d'oro per i download digitali.

## Tracce
(Seven Days War, è una cover di un brano dei TM Network scritto da Mitsuko Komuro.)
CD versione 1
1. Last angel (Original mix) - 5:43 (Ayumi Hamasaki, Tetsuya Komuro)
2. Virgin Road (Original mix) - 5:58 (Ayumi Hamasaki, Tetsuya Komuro)
3. Sweet Season (Original mix) - 5:05 (Ayumi Hamasaki, Makihara Noriyuki)
4. crossroad (Orchestra version) - 5:42 (Ayumi Hamasaki, Tetsuya Komuro)
5. SEVEN DAYS WAR (Orchestra version) - 5:27 Original: TM Network
6. Last angel (Original mix -Instrumental-) - 5:43
7. Sweet Season (Original mix -Instrumental-) - 5:02

CD versione 2
1. SEVEN DAYS WAR (TK Acoustic Piano version) - 5:17 Original: TM Network
2. Virgin Road (Original mix) - 5:55 (Ayumi Hamasaki, Tetsuya Komuro)
3. Sweet Season (Original mix) - 5:05 (Ayumi Hamasaki, Makihara Noriyuki)
4. Last angel (Original mix) - 5:44 (Ayumi Hamasaki, Tetsuya Komuro)
5. Virgin Road (Original mix -Instrumental-) - 5:54
6. Sweet Season (Original mix -Instrumental-) - 5:05
7. Last angel (Original mix -Instrumental-) - 5:41

CD+DVD versione 1
CD
1. Virgin Road (Original mix) - 5:55 (Ayumi Hamasaki, Tetsuya Komuro)
2. Sweet Season (Original mix) - 5:05 (Ayumi Hamasaki, Makihara Noriyuki)
3. Last angel (Original mix) - 5:44 (Ayumi Hamasaki, Tetsuya Komuro)
4. Virgin Road (Original mix -Instrumental-) - 5:54
5. Last angel (Original mix -Instrumental-) - 5:41

DVD
1. Virgin Road (Vídeo Clip) - 5:52
2. Sweet Season (Vídeo Clip) - 5:22
3. Virgin Road (Making-of) - 7:06

CD+DVD versione 2
CD
1. Sweet Season (Original mix) - 5:04 (Ayumi Hamasaki, Makihara Noriyuki)
2. Virgin Road (Original mix) - 5:55 (Ayumi Hamasaki, Tetsuya Komuro)
3. Last angel (Original mix) - 5:44 (Ayumi Hamasaki, Tetsuya Komuro)
4. Sweet Season (Original mix -Instrumental-) - 5:04
5. Last angel (Original mix -Instrumental-) - 5:41

DVD
1. Sweet Season (Vídeo Clip) - 5:22
2. Virgin Road (Vídeo Clip) - 5:52
3. Sweet Season (Making-of) - 4:19

## Classifiche
| Classifica            | Posizione più alta |
| --------------------- | ------------------ |
| Oricon Weekly singles | 1                  |